# Zemborzyce Górne
Zemborzyce Górne – dawniej wieś, od 1974 peryferyjna część miasta Lublina, leżąca w jego południowej części. Rozpościera się w rejonie ulicy Krężnickiej. Wraz z Zemborzycami Kościelnymi tworzy lubelską dzielnicę Zemborzyce.

## Historia
Dawniej samodzielna miejscowość. 1867–70 w gminie Głusk, od 1870 w gminie Zemborzyce w powiecie lubelskim. W okresie międzywojennym miejscowość należała do woj. lubelskim. 1 września 1933 utworzono gromadę Zemborzyce Górne w granicach gminy Zemborzyce.
Podczas II wojny światowej Zemborzyce Górne włączono do Generalnego Gubernatorstwa (dystrykt lubelski), cały czas w gminie Zemborzyce. W 1943 roku liczba mieszkańców wynosiła 314.
Po II wojnie światowej wojnie Zemborzyce Górne należały do powiatu lubelskiego w woj. lubelskim jako jedna z 26 gromad gminy Zemborzyce.
W związku z reorganizacją administracji wiejskiej jesienią 1954, miejscowość weszła w skład nowo utworzonej gromady Zemborzyce, gdzie przetrwała do końca 1972 roku, czyli do kolejnej reformy gminnej.
1 stycznia 1973 Zemborzyce Górne weszły w skład reaktywowanej gminy Głusk.
1 października 1974 Zemborzyce Górne (505 ha) włączono do Lublina.